# Petäjäsaari (ö i Finland, Södra Savolax, S:t Michel, lat 61,40, long 26,93)
Petäjäsaari är en ö i Finland. Den ligger i sjön Kallavesi och i kommunen Mäntyharju i den ekonomiska regionen  S:t Michel och landskapet Södra Savolax, i den södra delen av landet, 170 km nordost om huvudstaden Helsingfors. Öns area är 8,1 hektar och dess största längd är 0,6 kilometer i nord-sydlig riktning.